# Olga Fonda
Olga Tchakova,(em russo : Ольга Чакова - 1 de outubro de 1982)mais conhecida como Olga Fonda,é uma atriz e modelo russa naturalizada estadunidense,conhecida pela personagem Nadia Petrova,na série The Vampire Diaries.

## Biografia
Olga Tchakova nasceu na Sibéria e depois viveu em Ukhta. Ela mudou-se para Maine nos Estados Unidos aos 14 anos,como estudante de intercâmbio onde vivia com uma família em East Winthrop,enquanto frequentava A Winthrop High School.

## Carreira
Enquanto estava de férias em Los Angeles, Califórnia, Fonda seguiu como modelo,sua ambição de longa data,depois começou atuar em comerciais de TV.
Fonda, que foi modelado pelo menos até 2007 no Japão, Itália e Estados Unidos, passou a aparecer em séries de televisão logo depois,incluindo How I Met Your Mother,Nip/Tuck ,Melrose Place, e Entourage.Ela foi apareceu na comédia romântica Crazy, Stupid, Love.
Em 2010,Fonda apareceu em The Twilight Saga: Breaking Dawn e Desde 2013, interpreta Nadia Petrova em The Vampire Diaries.

## Cinema
| Ano  | Titylo                                    | Papel         | Notas               |
| ---- | ----------------------------------------- | ------------- | ------------------- |
| 2009 | The Breakdown[carece de fontes?]          | Chloe         |                     |
| 2009 | Love Hurts                                | Valeriya      |                     |
| 2010 | Little Fockers[carece de fontes?]         | Svetlana      |                     |
| 2011 | Love                                      | Russian girl  | [carece de fontes?] |
| 2011 | Captain Fork[carece de fontes?]           | Samantha      |                     |
| 2011 | Crazy, Stupid, Love.                      | Danielle      | [carece de fontes?] |
| 2011 | Real Steel                                | Farra Lemkova |                     |
| 2011 | The Twilight Saga: Breaking Dawn – Part 1 | Valentina     |                     |
| 2013 | Olvidados[carece de fontes?]              | Lisa          |                     |

| Ano       | Titylo                | Papel         | Notas                                |
| --------- | --------------------- | ------------- | ------------------------------------ |
| 2006      | Nip/Tuck              | Elena         | 1 episódio ("Liz Cruz")              |
| 2007      | Ugly Betty            | Model #3      | 1 episódio ("I'm Coming Out)         |
| 2009      | Entourage             | Sales girl    | 1 episódio ("Give a Little Bit")     |
| 2009      | How I Met Your Mother | Candy         | 1 episódio ("Robin 101")             |
| 2009      | Melrose Place         | Party girl    | 1 episódio ("Gower")                 |
| 2010      | Svetlana              | Olga          | 1 episódio ("Yellowcake")            |
| 2013-2014 | The Vampire Diaries   | Nadia Petrova | Papel Recorrente                     |
| 2013      | Nikita                | Larissa       | 1 episódio ("The Life We've Chosen") |
| 2015      | Agent X               | Olga Petrovka | Papel Recorrente                     |
| 2016      | Hawaii Five-0         | Anna Novick   | 1 episódio                           |
| 2017      | Altered Carbon        | Sarah         | Elenco recorrente                    |